# Unione giornalisti aerospaziali italiani
L'UGAI - Unione giornalisti aerospaziali italiani, ha sede a Roma ed è un organo della Federazione nazionale stampa italiana. Fondato nel 1957, è uno dei più vecchi e storici gruppi di specializzazione di giornalisti esistenti in Italia.

## Storia ed attività
La sua prima denominazione era "Unione giornalisti aeronautici italiani" in quanto negli anni cinquanta il settore dell'esplorazione dello spazio stava ancora muovendo i primi passi.
L'UGAI raccoglie tra i suoi soci i giornalisti che si occupano con continuità del settore aeronautico e aerospaziale, sia civile che militare, oltre a fornire agli stessi soci assistenza, documentazione e contatti nazionali e internazionali nel settore aerospaziale.
Dal 1957 ad oggi sono stati presidenti dell'UGAI i giornalisti Raffaello Guzman, Giorgio Lourier, Cesare Falessi, Giovanni Caprara, Giovanni Anzidei, Fausto Capalbo, Bruno Stella, Giuseppe Gulletta.